# Referenzmessung
Als Referenzmessung wird in der Messtechnik und Geodäsie die Bestimmung systematischer Fehler einer Methode bezeichnet, die durch Messung an einem Instrument übergeordneter Genauigkeit erfolgt, bzw. durch Ortsbestimmung an einem genau bekannten Punkt.
Häufig werden Referenzmessungen benötigt:
- Bei der Kalibrierung bzw. Eichung von Messinstrumenten, insbesondere
- in der Elektrotechnik, wo Messgeräte vielerlei Einflüssen (Temperatur usw.) unterliegen
- beim Global Positioning System (GPS), siehe auch DGPS
- bei astro-geodätischen Messmethoden – siehe Persönliche Gleichung und Instrumentelle Gleichung